# Сан-Кристобаль-де-ла-Лагунська діоцезія
Са́н-Кристоба́ль-де-ла-Лагу́нська діоце́зія (лат. Dioecesis Sancti Christophori de Laguna; ісп. Diócesis de San Cristóbal de La Laguna) — діоцезія Католицької церкви в Іспанії, з центром у місті Сан-Кристобаль-де-ла-Лагуна. Охоплює терени західних Канарських островів (Тенерифе, Ла-Пальма, Гомера та Ієрро). Входить до складу Севільської церковної провінції. Суфраганна діоцезія Севільської архідіоцезії. Заснована 1 лютого 1819 року. Голова — єпископ Лагунський. Центральний храм — Лагунський собор.  Площа — 3,381 км². Населення — 1,020,490 ос.; з них католики — 884,000 ос. (86.6%). Чинний голова — Елой Альберто Сантьяго Сантьяго, єпископ Лагунський. Також — Тенери́фська діоце́зія (лат. Dioecesis Nivariensis; ісп. Diócesis de Tenerife).

## Єпископи
- Елой Альберто Сантьяго Сантьяго

## Святі
- Жозе де Аншієта
- Педро де Сан Хосе Бетанкур
- Марія де Леон Белло-і-Дельгадо

## Статистика
Згідно з «Annuario Pontificio» і Catholic-Hierarchy.org:
| Рік  | Населення | Населення | Населення | Священики | Священики | Священики | Священики           | Диякони | Ченці    | Ченці | Парафії |
| Рік  | католики  | загалом   | %         | загалом   | секулярні | ченці     | вірних на священика | Диякони | чоловіки | жінки | Парафії |
| ---- | --------- | --------- | --------- | --------- | --------- | --------- | ------------------- | ------- | -------- | ----- | ------- |
| 1950 | 398.812   | 400.510   | 99,6      | 161       | 106       | 55        | 2.477               |         | 43       | 368   | 117     |
| 1970 | 540.203   | 558.612   | 96,7      | 259       | 164       | 95        | 2.085               |         | 115      | 700   | 232     |
| 1980 | 646.000   | 676.000   | 95,6      | 206       | 148       | 58        | 3.135               |         | 103      | 540   | 290     |
| 1990 | 692.000   | 721.000   | 96,0      | 216       | 157       | 59        | 3.203               |         | 95       | 557   | 291     |
| 1999 | 724.234   | 772.449   | 93,8      | 256       | 198       | 58        | 2.829               | 1       | 99       | 529   | 294     |
| 2000 | 732.000   | 780.152   | 93,8      | 238       | 190       | 48        | 3.075               | 1       | 92       | 1.032 | 294     |
| 2001 | 751.000   | 800.020   | 93,9      | 239       | 191       | 48        | 3.142               | 4       | 92       | 1.032 | 297     |
| 2002 | 805.399   | 856.808   | 94,0      | 247       | 198       | 49        | 3.260               | 4       | 96       | 1.025 | 300     |
| 2003 | 839.066   | 892.718   | 94,0      | 260       | 213       | 47        | 3.227               | 4       | 83       | 474   | 307     |
| 2004 | 823.736   | 915.262   | 90,0      | 260       | 216       | 44        | 3.168               | 3       | 80       | 474   | 309     |
| 2010 | 884.000   | 1.020.490 | 86,6      | 255       | 206       | 49        | 3.466               | 5       | 86       | 348   | 312     |
| 2014 | 892.000   | 1.014.829 | 87,9      | 243       | 200       | 43        | 3.670               | 6       | 86       | 336   | 312     |